# Stromatium
Stromatium is een kevergeslacht uit de familie van de boktorren (Cerambycidae). De wetenschappelijke naam van het geslacht werd voor het eerst geldig gepubliceerd in 1834 door Audinet-Serville.

## Soorten
Stromatium omvat de volgende soorten:
- Stromatium alienum Pascoe, 1857
- Stromatium barbatum (Fabricius, 1775)
- Stromatium chilensis Cerda, 1968
- Stromatium longicorne (Newman, 1842)
- Stromatium unicolor (Olivier, 1795)